# Saxifraga magellanica
Saxifraga magellanica är en stenbräckeväxtart som beskrevs av Jean Louis Marie Poiret. Saxifraga magellanica ingår i Bräckesläktet som ingår i familjen stenbräckeväxter. Inga underarter finns listade i Catalogue of Life.